# Lorenza Colzato
Lorenza S. Colzato (Bolzano, 20 september 1974) is een Italiaans cognitief psycholoog wier onderzoek "poogt de neurale en neuromodulaire onderbouwing van cognitieve controle bij mensen te begrijpen." In Nederland is Colzato vooral bekend om de aandacht die ze in de media kreeg vanwege diverse incidenten van wetenschappelijk wangedrag.

## Leven
Colzato werd geboren in Bolzano, Italië. Ze studeerde aan de Universiteit van Padova (Italië), waar ze in 1999 een Master in Klinische Psychologie en Cognitieve Psychologie behaalde. Daarna verhuisde ze naar de Universiteit Leiden (Nederland) waar ze in 2005 promoveerde in de Maatschappij- en Gedragswetenschappen. In 2006 werd zij aangesteld als universitair docent bij de vakgroep Cognitieve Psychologie van de Universiteit Leiden. Vervolgens verliet ze in 2017 Leiden vanwege beschuldigingen van wetenschappelijk en crimineel wangedrag. In 2017 werd ze bijzonder hoogleraar (Außerplanmäßiger Professor) aan de Ruhr Universiteit Bochum ( Noordrijn-Westfalen, Duitsland), en vanaf 2019 werkte ze als onderzoeker in het Carl Gustav Carus Universitair Ziekenhuis, verbonden aan de Technische Universiteit Dresden ( Saksen, Duitsland ). In 2022 maakte ze bekend naar China te verhuizen, om daar te werken aan de Shandong Normal University. Ze is ook psychotherapeut.
In 2008 ontving ze een VENI-beurs van de Nederlandse Onderzoeksraad (NWO).

## Onderzoek
Colzato's onderzoek is gericht op hoe denken en creativiteit worden gevormd. Haar onderzoek raakt vaak populaire onderwerpen en de resulterende papers worden besproken in populaire media: voorbeelden zijn studies over lichaamsbeweging en creativiteit, het effect van geuren op vertrouwen, en het effect van meditatie op creatief denken.

## Wetenschappelijk wangedrag
Colzato's werk aan de Universiteit Leiden wordt sinds 2019 onderzocht op verschillende vermeende inbreuken op de wetenschappelijke integriteit, waaronder datamanipulatie, verkeerde toekenning van auteurschap en het afnemen van bloedmonsters zonder toestemming van de Medisch Ethische Raad. Dat laatste zou een strafbaar feit blijken te zijn. Colzato heeft haar functie bij de Universiteit Leiden neergelegd en heeft een second opinion aangevraagd bij de universitaire commissie wetenschappelijke integriteit. Ze wees erop dat een van de beschuldigers, destijds een promovendus, de persoon was die het onderzoek daadwerkelijk heeft uitgevoerd (wat de medisch-ethische beoordelingscommissie weigerde goed te keuren). Deze persoon nam de bloedmonsters en was de corresponderende (en vandaar verantwoordelijke) auteur van een van de twee artikelen in kwestie. Verder stelde ze dat de Universiteit Leiden tijdens het onderzoek verschillende wet- en regelgeving heeft overtreden. Zowel de Commissie Wetenschappelijke Integriteit (CWI) als het College Wetenschappelijke Integriteit (LOWI) kwamen echter tot de conclusie dat, wat het wangedrag van haar beklaagde ook moge zijn geweest, dit niet voldoende zou zijn om Colzato (als supervisor of hoofonderzoeker) vrij te pleiten voor de bevestigde integriteitsschendingen, inclusief het uitvoeren van een niet goedgekeurd medisch onderzoek. Op 21 september 2020 bericht NRC Handelsblad dat de Universiteit Leiden in augustus het voorlopig ontslag van Colzato definitief heeft gemaakt.
In 2019 adviseerde de Universiteit Leiden om twee van haar papers in te trekken, waarvan de eerste inderdaad in 2021 werd ingetrokken en de tweede in 2020 een uiting van bezorgdheid kreeg van de respectieve tijdschriften. Naar aanleiding van nader onderzoek concludeerde de Universiteit Leiden in 2021 dat Colzato ook in zeker vijftien andere wetenschappelijke publicaties fraude heeft gepleegd.